# 顺治通宝

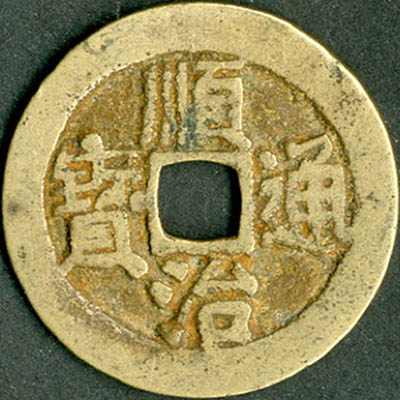
顺治通宝钱币

順治通寶，清政府在清世祖福臨在位期間鑄行的貨幣。1643年福臨繼位，1644年清軍入關，改元順治。1644年始在北京設局鑄“順冶通寶”錢，後隨天下統一，在各地分別設鑄錢局開鑄錢幣。順治通寶鑄行之初與明代銅錢同時流通，後不久獨行清錢。該幣為黃銅鑄造，其中銅占七成，鋅占三成。順治通寶鑄行過程中的錢制形式曾發生多次改變，按照背文可分為五種，即所謂的“順治五式”。

## 历史
1644年，清军在明将吴三桂指引下，乘明亡之际进入山海关，击败了灭亡明朝的李自成后迁都北京。福临即皇帝位，改元顺治。由于多年战乱，当时经济凋敝，百业待兴，流通货币纷繁混乱。清廷一方面有选择的继续行用明代旧钱，一方面在北京设中央钱局开铸“顺治通宝”钱。
顺治元年至二年（1644年-1645年），开铸新钱的仅有设在北京的户部宝泉局和工部宝源局。由于清政府初建之时，在货币铸造上大量采用了明代遗留下来的机构、工匠和工艺，所以这段时间所铸的顺治通宝无论在钱文还是形制上都带有明显的明朝中后期铸币风格，因此被称为仿古式、顺治一式或仿明式。仿古式主要由“记值类”、“光背类”和“背符号类”组成。该式钱币法定重量为每文一钱，与明钱兑换。
对于顺治二式，也就是单字记局式开铸的年份各处史料并不统一。二式的形式类似唐代的会昌开元，钱背由单个汉字标记其铸钱局，如户部宝泉局以“户”字标记、山西大同镇局以“同”字标记。记局的汉字或在穿上，或在穿右。二式的法定重量为每文一钱二分，一千文折银一两。
顺治三式，又称“一厘”式，开铸于顺治十年（1653年），钱币铸有记局的单个汉字和“一厘”二字，“一厘”二字铸于穿左。三式钱形字体倍极精细，法定重量为每文一钱二分五厘，依旧为一千文折银一两。顺治年间共有十八局开铸一厘钱，其中密云局所铸的“云一厘”（或称“密一厘”）仅有史料记载，并未见实物。一厘钱停铸于顺治十四年（1657年），但一直沿用到康熙三年才被逐渐废除。
顺治十四年（1657年），户部令地方各局停铸旧钱，仅由中央宝泉、宝源两局铸新钱，钱背分别为满文的“宝泉”或“宝源”，史称顺治四式，又称满文式，钱重也由每文一钱二分五厘增为一钱四分。四式钱的这次改制完全脱离了明代形制，真正确立了清朝自己的制钱风格。虽然仅有两局铸造，但铸量非常大，远超二式和三式，而且两局制钱严谨、规范，满文式钱的版式相对简单。
虽然清朝后世各帝王所铸制钱的钱背格式都与顺治四式的相同，但四式并不是顺治钱的最后一种类型，顺治十七年（1660年）户部提准重开十五个地方钱局，按顺治四式规格开铸新钱，每文重一钱四分，钱背穿右穿左分别以汉字和满文记局名，因此顺治五式又被称为满汉式。

## 版别
| 版别     | 图例 | 背文 | 直径      | 重量 | 铸造时间                             | 备注             |
| -------- | ---- | --- | --------- | ---- | ------------------------------------ | ---------------- |
| 顺治一式 |      | 光背 | 24.5mm    | 3.8g | 顺治元年至二年 （1644年-1645年）     |                  |
| 顺治二式 |      | 有户、工、陕、临、宣、蓟、延、原、西、云、同、荆、河、昌、宁、江、浙、东、福、阳、襄局名                                     | 25mm-26mm | 4g   |                                      |                  |
| 顺治三式 |      | 穿右局名，穿左“一厘”二字 | 26mm      | 4g   | 顺治十年至十四年 （1653年-1657年）   | 该钱式称“一厘钱” |
| 顺治四式 |      | 穿左为满文“宝”字，穿右为满文局名                                                                                             | 27mm      | 4.4g | 顺治十四年至十八年 （1657年-1661年） |                  |
| 顺治五式 |      | 穿左满文局名，穿右为汉文局名，有陕、临、宣、蓟、原、同、河、昌、宁、江、浙、东                                               | 28mm      | 4g   | 顺治十七年至十八年 （1660年-1661年） |                  |
| 安南仿铸 |      | 越南在10世纪开始铸钱开始就有仿铸中国钱币，而且这些钱币通过贸易等途径亦有流入中国。安南铸“顺治通宝”的特点是钱体轻薄，钱文平夷 |           |      |                                      |                  |